# سیرک هوایی
سیرک هوایی (انگلیسی: The Air Circus) یک فیلم به کارگردانی هاوارد هاکس و لوئیس سایلر است که در سال ۱۹۲۸ منتشر شد. از بازیگران آن می‌توان به آرتور لیک، سو کارول، و لوئیز درسر اشاره کرد.